# Prix Jean-Renoir des lycéens
Le prix Jean-Renoir des lycéens est un prix cinématographique français organisé par le ministère chargé de l'Éducation nationale et le Centre national du cinéma et de l'image animée (CNC), en partenariat avec la Fédération nationale des cinémas français (FNCF), réseau Canopé, les Cahiers du cinéma, la revue Positif et le magazine Phosphore. Il s'agit d'un prix qui depuis 2011 implique chaque année près de 2 000 élèves de lycées généraux et professionnels. Ces élèves décernent un prix à un film choisi parmi sept films européens de l'actualité cinématographique et publient sur le site du prix des critiques de films, dont les meilleures sont récompensées par un jury de professionnels. 

## Historique
Lancé par l’Académie de Créteil en 2009-2010 à l'initiative du lycée Jean-Vilar de Meaux[réf. nécessaire], le « Prix lycéen du cinéma » a pris une envergure nationale à partir de 2011[réf. nécessaire] et a alors été rebaptisé « Prix Jean-Renoir des lycéens ».  
Depuis 2012, ce prix cinématographique se double d’un prix de la critique, remis par des critiques professionnels, des Cahiers du cinéma  et de la revue Positif, aux meilleures productions d’élèves publiées sur le site du prix (catégories lycée général, lycée professionnel, critique vidéo).
Depuis 2013, un « parcours Jeunes critiques » est proposé par les CEMEA aux lycées participants lors du festival du film d'éducation d’Évreux, dirigé par l’association, et lors du festival de Cannes.
Depuis 2015, la remise du Prix Jean-Renoir des lycéens a lieu à l’école de cinéma de La Femis, à Paris. Une page Facebook et une chaîne Youtube ont été ouvertes.

## Organisation
Le Prix Jean-Renoir des lycéens permet aux élèves d’une cinquantaine de classes d’assister pendant l’année scolaire à la projection en salle de sept films européens issus de l’actualité cinématographique et présélectionnés par un comité de pilotage national.
Au mois de mai, deux délégués par classe rencontrent à l’école de la Fémis les réalisateurs des films en lice puis délibèrent pour choisir le film lauréat. Ce film est ensuite intégré au dispositif « Lycéens et apprentis au cinéma ».  
Un prix de la critique  est également décerné par des critiques professionnels aux meilleures de 1 200 productions publiées par les lycéens participants sur le site consacré au prix. Sur ce site sont publiées des ressources pédagogiques, dont des fiches pédagogiques conçues par réseau Canopé, des interviews de réalisateurs et de critiques de cinéma.  
Les trophées remis au lauréat du prix Jean-Renoir des lycéens ainsi qu’aux lauréats du prix de la critique sont réalisés par des élèves de lycées professionnels à l’issue d’un appel à projets.   

## Objectifs
Le prix Jean-Renoir des lycéens vise à éveiller chez les élèves un intérêt pour la création cinématographique contemporaine, à encourager chez eux la formulation d’un jugement raisonné sur les œuvres et à développer, à travers le débat, des qualités d’écoute et d’argumentation nécessaires à la formation du citoyen. 
Afin de favoriser un égal accès de tous les jeunes à l'art et à la culture, le prix Jean-Renoir des lycéens s’adresse prioritairement aux classes de zones rurales, péri-urbaines ou relevant de l’éducation prioritaire et aux classes de lycées professionnels. 
Le prix Jean-Renoir des lycéens vise également à générer, au sein des lycées participants, une dynamique culturelle durable qui contribue à la construction du parcours d’éducation artistique et culturelle des élèves.

## Lauréats
- 2012 : Une bouteille à la mer de Thierry Binisti
- 2013 : César doit mourir de Paolo et Vittorio Taviani
- 2014 : Rêves d'or de Diego Quemada-Diez.
- 2015 : Une belle fin de Uberto Pasolini
- 2016 : Tout en haut du monde de Rémi Chayé
- 2017 : Les Oubliés de Martin Zandvliet
- 2018 : Petit Paysan d'Hubert Charuel
- 2019 : L'Heure de la sortie de Sébastien Marnier